# Ейнтрий Рейскорс
Ейнтрий Рейскорс (на английски: Aintree Racecourse) е писта за конни надбягвания, намираща се в Ейнтрий, близо до Ливърпул, Англия.
Открита е на 7 юли 1829 г. Там се провежда състезанието с препятствия Гранд Нешънъл (с дължина 7,24 км), което е сред най-популярните в света.
На територията на Ейнтрий Рейскорс се намира също и пистата Ейнтрий Мотор Рейсинг Сиркуит, която е домакин на 5 състезания от „Формула 1“ в периода 1955 - 1962 г., както и на още 11 състезания от неофициалния календар на „Формула 1“. В днешни дни тази писта се използва за състезания по картинг.
Освен това на Ейнтрий Рейскорс има голф игрище с 9 дупки и се провеждат концерти.